# Silvia Ochlast
Silvia Ochlast (* 9. September 1980) ist eine deutsche Radiomoderatorin.

## Werdegang
Silvia Ochlast studierte Kulturwissenschaften und ästhetische Praxis an der Universität Hildesheim und schloss ihr Studium 2010 mit dem Diplom ab. Während ihres Studiums war sie Mitarbeiterin bei Radio Tonkuhle. Nach Mitarbeit bei WDR, Radio 21, NDR, Radio Ostfriesland und Domradio ist sie seit 2019 bei Radio WMW Moderatorin der Morningshow.
Außerdem war sie Sprecherin in der Hörspielserie Allimania, die in der Welt des Online-Rollenspiels World of Warcraft spielt.

## Privatleben
Ochlast ist verheiratet. Von 2021 bis 2023 war sie Karnevalsprinzessin Silvia III. in Rhede.

## Auszeichnungen
- 2021 (nominiert): Journalistenpreis Münsterland 2020/21 „Mit dem Fahrrad nach Auschwitz“[8]
- 2020: Audiopreis der Landesanstalt für Medien NRW in der Kategorie „Unterhaltung“[9]
- 2011: Niedersächsischer Hörfunkpreis in der Kategorie „Kultur/Musik“ mit „Briefe ins Jenseits“ bei Radio Ostfriesland[10]
- 2009: Niedersächsischer Hörfunkpreis in der Kategorie „Volontärsbeitrag“ mit der Reportage „Silvia im Zirkus“[11]